# الحقل (ريمة)
الحقل هي إحدى قرى مديرية كسمة بمحافظة ريمة اليمنية، بلغ تعداد سكانها 2209 نسمة حسب الإحصاء الذي جرى عام 2004.